# Antiheld
Ein Antiheld ist ein Figurentypus der Literatur, welcher auch oft in Filmen und Comics eingesetzt wird. Während die dramatische Hauptfigur (der Protagonist) einer Geschichte durch ihre überlegene Charakter-, Verstandes- oder moralische Stärke zur Identifikation einlädt, ist es beim Antihelden gerade seine typisch menschliche Schwäche, die sympathisch wirkt.
Antihelden brechen mit der Möglichkeit des Eskapismus, bei der der Leser seine Wunschträume auf die Hauptfigur projizieren kann, genauso stark, schön, tapfer oder klug zu sein wie der Held der Geschichte. Dafür sind Antihelden in der Regel die vielschichtigeren, tiefer und exakter gezeichneten Charaktere, da sich hier auch Verletzungen und Schwächen einer Figur darstellen lassen.

## Merkmale
Der Antiheld ist Ausdruck des modernen Subjekts in all seinen gesellschaftlichen Ambivalenzen und Antithesen; seine Existenz basiert quasi auf seinen Ambivalenzen (gesellschaftlichen Widersprüchen). Diese gesellschaftlichen Widersprüche kulminieren an der Schwelle zur Moderne, aus der der Antiheld hervorgeht, der nunmehr keine Antworten und Lösungen auf die ontologischen Herausforderungen der modernen, säkularisierten Welt finden kann, und sich als Held gerade durch seine einfühlsame Hilflosigkeit auszeichnet. Ebenfalls kennzeichnet ihn seine Humanität, die sich ebenso in (selbst-)zerstörerischen Hass und eine unberechenbare Wut verwandeln kann. Es entsteht eine Figur, „die alle heroischen und aktiven Charakterzüge entbehrt, keine Initiative zeigt und den Ereignissen hilflos und handlungsunfähig, mit strikter Passivität bzw. Resignation und Langeweile gegenübersteht.“
Zudem ruft ein Antiheld oftmals eine Identifikation bei seinen Generationsgenossen hervor. Seine „Heldenhaftigkeit“ drückt sich darin aus, dass er die gesellschaftliche Biederkeit und Ordnungsliebe lächerlich macht, gegen die er aktiv dennoch nichts unternimmt bzw. unternehmen kann. Deshalb, weil er einerseits durch seine bürgerliche Herkunft, seine Eltern und/oder Freunde, selbst ein Teil dieser Gesellschaft ist, und weil andererseits (gerade dadurch) diese Gesellschaft als übermächtiger und nicht zu besiegender Gegner erscheint. Dementsprechend ist ein mal komödiantisch-satirischer, mal tragikomischer Anteil bei der Darstellung eines Antihelden durchweg vorzufinden. Durch sein unabwendbares Scheitern ist er einerseits eine tragische Figur. Andererseits zeigt sich die humoristische Seite vor allem durch die demaskierende Entlarvung des Kontrastes mit der von der Gesellschaft als selbstverständlich eingeforderten Tugendhaftigkeit und dem eigentlichen, nämlich nicht perfekten, geradezu menschlichen Charakter des Antihelden, der gar kein Interesse hat, so tugendhaft und somit konform zu sein, wie es die Gesellschaft wenn nicht explizit so doch implizit fordert. Er zeichnet sich durch Nonkonformität und eine kritische Haltung aus, welche sich wiederum umkehren kann, wenn diese sich allmählich zur Konformität wandelt (Stichwort: „Che-Guevara-Kult“); er zeichnet sich somit (neben seiner Humanität) vor allem durch Originalität aus. Dies ermöglicht ihm wiederum, Falschheit und Verstellung bei anderen Menschen zu erkennen. Er besitzt eine kritische Bildung, d. h. eine eigene Meinung, die er sich selbst und ganz allein gebildet hat.
Die Merkmale des Antihelden sind häufig:
- Isolierung und Einsamkeit (Außenseiter-Dasein)
- Passivität und Langeweile (im Gegensatz zum aktiven Eingreifen/Handeln)
- eine kritische Haltung gegenüber der Gesellschaft
- Melancholie/Resignation
- stetiges Scheitern und Verlieren, welches sich etwa in einer nicht möglichen Verwirklichung von Träumen oder auch Idealen zeigt

In den verschiedenen Werken mit Antihelden zeigen sich auch weitere Merkmale beziehungsweise Interpretationen dieses Figurentypus, so dass diese Aufzählung nicht allgemeingültig sein kann.

### Beziehung Held – Antiheld
Ein Antiheld kann ebenso Protagonist wie auch Nebenfigur einer Geschichte, niemals allerdings Antagonist sein (siehe dazu weiter unten). Ein Antiheld ist nicht mit einem Bösewicht zu verwechseln. Das Präfix „anti-“ bezieht sich nicht auf das Wort „Held“, sondern auf die nicht vorhandenen heroischen Eigenschaften. Gerade diese Schwächen machen den Antihelden sympathisch und bieten dem Leser Identifikationspotenzial.
Der Hauptunterschied zwischen Antiheld und Held ist der, dass der Antiheld im Gegensatz zum Helden zum Scheitern verurteilt ist und somit seine Geschichte ohne Happy End auskommen muss. Ein Gewinner oder Sieger zum Ende der Geschichte kann er nur werden, wenn der Antiheld nicht der Protagonist ist; in diesem Falle ist der Protagonist stets der Held, der Antiheld lediglich die Nebenfigur.
Man darf das Gegensatzpaar Protagonist – Antagonist nicht mit dem von Held und Antiheld verwechseln. Ein Antiheld hat keinen direkten, identifikationswürdigen „echten“ Helden als tatsächlichen Gegenspieler; dieser wäre höchstens so übertrieben gut und tugendhaft dargestellt, dass er wiederum abstoßend wirken würde und als Gegenpart identifiziert würde. Ein Antiheld als Protagonist ist und bleibt der eigentliche Held der Geschichte, er benimmt sich nur eben nicht wie ein tugendhafter Held, möchte sogar gegen diese von der Gesellschaft sogenannten Tugenden vorgehen, die doch stets Gefahr laufen, der Humanität verlustig zu gehen. Ein Antiheld ist also niemals der Antagonist einer Geschichte.

## Geschichte
In der Literatur beginnen sich Merkmale des Antihelden mit den Abenteuer- oder Schelmenromanen des Don Quijote und Simplicissimus herauszukristallisieren. Davor allerdings auf Mittelhochdeutsch nehmen bereits die Schelmenromane über Till Eulenspiegel wenige Merkmale des Antihelden vorweg.
Gegen Ende des 18. Jahrhunderts, als gewisse Tendenzen wie allmähliche Säkularisation und technischer, medizinischer, philosophischer und politischer (USA, Französische Revolution) Fortschritt kulminieren, kulminiert ebenso die Reaktion des vormals frühbürgerlichen Subjekts auf die gesellschaftlichen und politischen Maßgaben und Restriktionen, die wiederum als Reaktion auf die innen- und außenpolitischen Herausforderungen der Zeit zu verstehen sind. Somit entsteht eine Dialektik, die sich wechselseitig antreibt. Staat, Gesellschaft und Individuum begeben sich in ein Verhältnis, das beim Versuch des Konsenses und der Kooperation zwischen den Parteien unvermeidliche Konflikte in sich birgt. Es entwickelt sich mit beispielsweise Werther von Goethe oder Anton Reiser von Karl Philipp Moritz der durch bürgerliche Umstände und durch die Gesellschaftskonventionen der bestimmenden Mächte entrückte Antiheld. Die Beschäftigung mit Psychologie, damals Erfahrungsseelenkunde, und generell mit der Lehre vom Menschen, der Anthropologie, die den Menschen als autonomes Individuum „entdeckt“, führt zu einem neuen Typus der Heldenfigur. Die resultierenden Erkenntnisse aus diesen Wissenschaften spielen eine wichtige Rolle bei der Ausformung des „neuen“ (Anti-)Helden, der von der Gesellschaft durch seine psychische Disposition missverstanden, isoliert, unakzeptiert und distanziert ist. Bei der Darstellung eines Antihelden schwingt stets eine scharfe Gesellschaftskritik mit; der Antiheld ist sogar aus der Intention entstanden, Gesellschafts- oder allgemeine Zivilisationskritik zu äußern.
Der Antiheld entwickelt sich vom vormals in seinem Streben als vorbildliche Figur des tugendhaften Helden zum eher untugendhaften Protagonisten (im bürgerlichen Sinne), der gegen die vermeintlichen Tugenden rebelliert und ihre Heuchelei entlarvt. Trotz seiner „Untugendhaftigkeit“ kann er also als Held gelten, da er sich durch subtilere Tugenden auszeichnet, indem er in der modernisierenden Welt gegen die bloß ökonomische und gesellschaftliche Nützlichkeit des Menschen rebelliert. Von der vormaligen Emanzipation des Bürgertums im 18. Jahrhundert wird sich nun abermals emanzipiert, weil genannte Emanzipation sich vielfach an den Gegebenheiten und Methoden (z. B. Erziehung) des Adels orientierte. Sie war mit den frühbürgerlichen Gegebenheiten konform und stand ihnen im Kern nicht kritisch gegenüber. Sie orientierte sich außerdem an staatlichen und ökonomischen Maßgaben. Die Ideale, unter denen die Bürger für ihre Emanzipation eingetreten sind, wurden Opfer bürgerlichen Ökonomiedenkens. Bei der Herausbildung des liberalen Staatswesens im 18. Jahrhundert wird noch nicht erkannt, wie kritisch die Eingriffe des Staates und der bürgerlichen Gesellschaft in die Autonomie des Individuums zu sehen sind. Somit zeichnet ihn wohl als einzige Tugend Humanität und die Erkenntnis des Eigenwerts des Menschen aus und sie allein macht ihn zum eigentlichen Helden, welcher selbstverständlich nur ein Teil des Anti-Helden ist.
Der Antiheld ist „seit dem 19. Jahrhundert im engeren Sinne der im Problemumkreis der Langeweile durch Überpsychologisierung als handlungsunfähig gezeichnete Romanheld (Gontscharow: Oblomov) oder Dramenheld (Georg Büchner: Leonce und Lena).“ „Schon vor der Weimarer Klassik tritt an die Stelle dieses Heldentyps [Anm.: des vorbildlich-heroisch handelnden Helden] in zunehmendem Maße der passive Held des bürgerlichen Romans und Dramas, dem etwas geschieht, der etwas mit sich geschehen lässt.“ Diese Ausformung des passiven und gelähmten, verlierenden und melancholischen Antihelden zieht sich durch die Romantik (Der Sandmann von E.T.A. Hoffmann) und zugleich bei Kleist in dessen Michael Kohlhaas, über den Vormärz (Büchners Woyzeck) und die Literaturepoche des bürgerlichen Realismus (Der grüne Heinrich von Gottfried Keller) bis zu Robert Musils  Zögling Törleß und   Hans Giebenrath in Unterm Rad von Hermann Hesse.
Die Ausprägung des Antihelden ist dementsprechend in der bürgerlichen Revolution des 18. und 19. Jahrhunderts zu suchen, einer Zeit, in der die Aufklärung (sowie die darauffolgende Emanzipation von ihr) Licht ins Dunkel bringt und den Menschen nicht mehr bloß als Mittel zum Zweck sieht, sondern ihn um seiner selbst willen als liebenswürdig und ihn in seiner (Eigen-)Art als von der Natur vollendet anerkennt – oder auch nicht, denn gesellschaftliche Akzeptanz finden menschliche Schwächen, die ein Antiheld hat, größtenteils nicht.
In der moderneren Literatur gelten Gerhart Hauptmanns Bahnwärter Thiel, in der gleichnamigen novellistischen Studie Der brave Soldat Schwejk von Jaroslav Hašek oder der pazifistische Charakter Hauptmann Bluntschli aus George Bernard Shaws Stück Helden als Antihelden.
Für die moderne US-amerikanische Literatur ist zum Beispiel Holden Caulfield, die Hauptfigur des in den 1950er Jahren erschienenen Jugendromans Der Fänger im Roggen, als Antiheld zu erwähnen. Er ist nicht tatkräftig aktiv, enthusiastisch und konstruktiv, sondern passiv, negativ und destruktiv, da die Gesellschaft seine Aktivität hemmt.

## Comics
Viele Antihelden werden durch eine Maskierung und die Verwendung eines Pseudonyms zu einem „klassischen“ Helden bzw. Superhelden. Die Funktionen der beiden, z. B. bei einem Superhelden, basieren auf dem Schutz gegen zwei Erzfeinde. Erstens braucht er die Illusion eines Kämpfers für Gerechtigkeit und somit Schutz vor der Gesellschaft, die im Gesamten mit seinem Menschsein und dem Inkognito nicht vernünftig umgehen könnte. Zweitens wäre es für einen Superhelden fatal, wenn ein Bösewicht seine menschliche Identität erführe. In Comics und Filmen über Superhelden ist der Antiheld von Beginn an etabliert. So sind die beliebtesten Superhelden lediglich in der Rolle ihres Alter Ego Helden, im wahren Leben aber durchweg Antihelden; z. B. der geniale, jedoch eher ängstliche Wissenschaftler Bruce Banner (Hulk); ein tollpatschiger Streber wie Peter Parker (Spider-Man); als Ausnahme sei hier Superman zu erwähnen, bei dem  Clark Kent das Alter Ego ist und die Heldenfigur (ein ehemaliger Bewohner des Planeten Krypton) die Ursprungsperson. Am Ende ist ein Superheld wieder ein Mensch, der mit seinem Alter Ego aufs Schärfste kontrastiert. Es gibt jedoch Ausnahmen, wie z. B. den Punisher, der ein rachsüchtiger Vigilant ist, der von vornherein kein Alter Ego hat und dessen wahre Identität öffentlich ist.

## Film
Frühe Antihelden im Film sind im Bereich Film noir zu finden. Darauf folgend ist James Dean mit seiner melancholisch-rebellischen, destruktiven Attitüde, maßgeblich in … denn sie wissen nicht, was sie tun, der Antiheld der Moderne für den cineastischen Bereich. Moderne Antihelden im Film sind vor allem im Bereich Action und Thriller zu sehen. In Stanley Kubricks Film Barry Lyndon zeigt die Hauptfigur zumindest zweifelhafte Charakterzüge, während der schwerkriminelle Alex aus Uhrwerk Orange schon das Extrem eines Antihelden darstellt. Die von Clint Eastwood gespielten Charaktere Dirty Harry und „der Blonde“ aus Zwei glorreiche Halunken zählen dazu, ebenso Mad Max, wie auch Charlie aus Vielleicht lieber morgen. Neuere populäre Beispiele sind Memento von Christopher Nolan und die Batman-Verfilmungen. Auch die Hauptfigur in Snatch – Schweine und Diamanten von Guy Ritchie zeigt die typischen Eigenschaften eines Antihelden, gleiches gilt für die Hauptpersonen in Pulp Fiction.

## Bildende Kunst
Zu den bekanntesten Künstlerinnen der Gegenwart, die Tragische Helden in ihrem Werk aufgreift, zählt die deutsche Künstlerin Cosima von Bonin. Von Bonins Thema ist die Erschöpfung in einer Gesellschaft, die von Leistungsdruck geprägt ist. Sie zeigt beispielsweise erschöpfte Plüschtiere und „gescheiterte Helden“ auf glatt lackierten, farbigen Raketenfiguren oder „Tagediebe“, die sich der kapitalistischen Logik verweigern. Ein neueres populäres Beispiele ist der Schweizer Künstler Julian-Jakob Kneer, der im Zentrum seines Werkes anhand eines maskierten Antihelden eine düstere Erzählung über Stars, Narzissmus, Sehnsucht und Selbstzerstörung inszeniert. In seinen Installationen, Filmen und Skulpturen greift Kneer immer wieder auf die visuellen Codes der Film- und Popkultur zurück. Die Soft Sculptures des französischen Künstlers Thomas Liu Le Lann sind überforderte, moderne und müde Superhelden, sogenannte "Soft Heroes", die mit einer Harlekinsmaske bekleidet seine Ausstellungen bevölkern und deren einzige sichtbare Haltung darin zu bestehen scheint, die Welt um sich herum aufgegeben zu haben. Die Figuren aus Stoff verweisen auf transhumane Körper, die jenseits der Heteronormativität liegen, und stellen konventionelle Vorstellungen von Stärke und Handlungsfähigkeit in Frage.

## Musik
Antiheld ist eine deutschsprachige Rockband aus Stuttgart. Die Band wurde 2013 von Luca Opifanti und André Zweifel gegründet und formierte sich 2014 in ihrer ursprünglichen fünfköpfigen Besetzung. Anti-Hero ist ein Song der US-amerikanischen Singer-Songwriterin Taylor Swift und die Lead-Single aus ihrem zehnten Studioalbum Midnights (2022). Die Single war ein kommerzieller Erfolg und brach den weltweiten Rekord für die meisten Streams auf Spotify am Tag der Veröffentlichung. Inhaltlich handelt der Song von Selbsthass, Depressionen und Angstzuständen und ist von Swifts Albträumen und ihren Problemen mit Depersonalisierung und Selbstzweifeln inspiriert. Außerdem kritisiert sie den Druck der Gesellschaft, aber auch ihre eigenen Schwächen.